# Nigéria az 1992. évi nyári olimpiai játékokon
Nigéria a spanyolországi Barcelonában megrendezett 1992. évi nyári olimpiai játékok egyik részt vevő nemzete volt. Az országot az olimpián 8 sportágban 55 sportoló képviselte, akik összesen 4 érmet szereztek.

## Érmesek
| Érem  | Versenyző                                                                | Sportág   | Versenyszám           |
| ----- | ------------------------------------------------------------------------ | --------- | --------------------- |
| Ezüst | Olapade Adeniken Davidson Ezinwa Osmond Ezinwa Chidi Imoh Oluyemi Kayode | Atlétika  | Férfi 4 × 100 m váltó |
| Ezüst | David Izonritei                                                          | Ökölvívás | Nehézsúly             |
| Ezüst | Richard Igbineghu                                                        | Ökölvívás | Szupernehézsúly       |
| Bronz | Faith Idehen Mary Onyali Beatrice Otundu Christy Opara-Thompson          | Atlétika  | Női 4 × 100 m váltó   |

## Asztalitenisz
Férfi
| Versenyző                     | Versenyszám | Csoportkör | Csoportkör | Nyolcaddöntő      | Negyeddöntő       | Elődöntő          | Döntő             | Helyezés |
| Versenyző                     | Versenyszám | Ellenfél Eredmény | Hely.      | Ellenfél Eredmény | Ellenfél Eredmény | Ellenfél Eredmény | Ellenfél Eredmény | Helyezés |
| ----------------------------- | ----------- | --- | ---------- | ----------------- | ----------------- | ----------------- | ----------------- | -------- |
| Oleyumi Bankole               | Egyes       | K csoport · Macusita Kódzsi (JPN) · 0-2 · Vang Tao (Wang Tao) (CHN) · 0-2 · Ráed Hamdán (KSA) · 2-1                                                                                              | 3.         | kiesett           | kiesett           | kiesett           | kiesett           | 33.      |
| Atanda Musa                   | Egyes       | A csoport · Zoran Kalinić (IOP) · 0-2 · Jean-Philippe Gatien (FRA) · 0-2 · Hagen Bower (NZL) · 2-0                                                                                               | 3.         | kiesett           | kiesett           | kiesett           | kiesett           | 33.      |
| Sule Olaleye                  | Egyes       | I csoport · Ilija Lupulesku (IOP) · 1-2 · Ri Gunszang (Li Gun-Sang) (PRK) · 1-2 · et-Táher Mohammed el-Mahdzsúb (LBA) · 2-0                                                                      | 3.         | kiesett           | kiesett           | kiesett           | kiesett           | 33.      |
| Oleyumi Bankole Segun Toriola | Páros       | G csoport · Nagy-Britannia (GBR) · Alan Cooke · Carl Prean · 0-2 · Kína (CHN) · Ma Ven-ko (Ma Wenge) · Jü Sen-tung (Yu Shentong) · 1-2 · Kuba (CUB) · Rubén Arado · Santiago Roque · 2-0         | 3.         |                   | kiesett           | kiesett           | kiesett           | 17.      |
| Atanda Musa Sule Olaleye      | Páros       | H csoport · Lengyelország (POL) · Andrzej Grubba · Leszek Kucharski · 0-2 · Franciaország (FRA) · Damien Éloi · Jean-Philippe Gatien · 0-2 · Új-Zéland (NZL) · Hagen Bower · Peter Jackson · 2-0 | 3.         |                   | kiesett           | kiesett           | kiesett           | 17.      |

Női
| Versenyző                 | Versenyszám | Csoportkör | Csoportkör | Nyolcaddöntő      | Negyeddöntő       | Elődöntő          | Döntő             | Helyezés |
| Versenyző                 | Versenyszám | Ellenfél Eredmény | Hely.      | Ellenfél Eredmény | Ellenfél Eredmény | Ellenfél Eredmény | Ellenfél Eredmény | Helyezés |
| ------------------------- | ----------- | --- | ---------- | ----------------- | ----------------- | ----------------- | ----------------- | -------- |
| Bose Kaffo                | Egyes       | N csoport · Daniela Gergelcseva (BUL) · 0-2 · Hubertina Vriesekoop (NED) · 0-2 · Monica Doti (BRA) · 2-1 | 3.         | kiesett           | kiesett           | kiesett           | kiesett           | 33.      |
| Abiola Odumosu            | Egyes       | P csoport · Jamasita-Kaizu Fumijo (JPN) · 0-2 · Jelena Tyimina (EUN) · 0-2 · Eliana González (PER) · 0-2 | 4.         | kiesett           | kiesett           | kiesett           | kiesett           | 49.      |
| Bose Kaffo Abiola Odumosu | Páros       | G csoport · Észak-Korea (PRK) · Kim Hjejong (Kim Hye-Yong) · Ü Bokszun (Wi Bok-Sun) · 0-2 · Egyesített Csapat (EUN) · Irina Palina · Jelena Tyimina · 0-2 · Spanyolország (ESP) · Gloria Gauchia · Ana María Godes · 2-0 | 3.         |                   | kiesett           | kiesett           | kiesett           | 17.      |

## Atlétika
Férfi
| Versenyző                                                                | Versenyszám     | Előfutam | Előfutam | Előfutam | Negyeddöntő | Negyeddöntő | Negyeddöntő | Elődöntő | Elődöntő | Elődöntő | Döntő   | Döntő    |
| Versenyző                                                                | Versenyszám     | Idő      | Hely.    | Össz.    | Idő         | Hely.       | Össz.       | Idő      | Hely.    | Össz.    | Idő     | Helyezés |
| ------------------------------------------------------------------------ | --------------- | -------- | -------- | -------- | ----------- | ----------- | ----------- | -------- | -------- | -------- | ------- | -------- |
| Davidson Ezinwa                                                          | 100 m           | 10,31    | 1.       | 7.       | 10,38       | 4.          | 18.         | 10,23    | 4.       | 6.       | 10,26   | 8.       |
| Chidi Imoh                                                               | 100 m           | 10,47    | 1.       | 15.      | 10,21       | 3.          | 5.          | 10,30    | 5.       | 8.       | kiesett | kiesett  |
| Olapade Adeniken                                                         | 100 m           | 10,36    | 1.       | 8.*      | 10,22       | 2.          | 7.          | 10,28    | 3.       | 7.       | 10,12   | 6.       |
| Olapade Adeniken                                                         | 200 m           | 20,79    | 1.       | 8.       | 20,47       | 2.          | 8.          | 20,39    | 3.       | 8.       | 20,50   | 5.       |
| Oluyemi Kayode                                                           | 200 m           | 20,42    | 1.       | 2.       | 20,22       | 2.          | 5.          | 20,23    | 4.       | 5.       | 20,67   | 7.       |
| Sunday Bada                                                              | 400 m           | 45,38    | 2.       | 5.*      | 45,34       | 4.          | 12.         | 45,36    | 5.       | 10.      | kiesett | kiesett  |
| Innocent Egbunike                                                        | 400 m           | 46,51    | 4.       | 35.      | kiesett     | kiesett     | kiesett     | kiesett  | kiesett  | kiesett  | kiesett | kiesett  |
| Oluyemi Kayode Chidi Imoh Olapade Adeniken Davidson Ezinwa Osmond Ezinwa | 4 × 100 m váltó | 38,98    | 1.       | 3.       |             |             |             | 38,21    | 1.       | 2.       | 37,98   |          |
| Udeme Ekpenyong Emmanuel Okoli Hassan Bosso Sunday Bada                  | 4 × 400 m váltó | 3:00,39  | 4.       | 4.       |             |             |             |          |          |          | 3:01,71 | 5.       |

Női
| Versenyző                                                       | Versenyszám     | Előfutam | Előfutam | Előfutam | Negyeddöntő | Negyeddöntő | Negyeddöntő | Elődöntő | Elődöntő | Elődöntő | Döntő   | Döntő    |
| Versenyző                                                       | Versenyszám     | Idő      | Hely.    | Össz.    | Idő         | Hely.       | Össz.       | Idő      | Hely.    | Össz.    | Idő     | Helyezés |
| --------------------------------------------------------------- | --------------- | -------- | -------- | -------- | ----------- | ----------- | ----------- | -------- | -------- | -------- | ------- | -------- |
| Beatrice Otundu                                                 | 100 m           | 11,30    | 1.       | 6.       | 11,31       | 2.          | 9.*         | 11,53    | 8.       | 14.      | kiesett | kiesett  |
| Christy Opara-Thompson                                          | 100 m           | 11,39    | 2.       | 9.       | 11,42       | 4.          | 12.         | 11,47    | 6.       | 13.      | kiesett | kiesett  |
| Mary Onyali                                                     | 100 m           | 11,37    | 2.       | 8.       | 11,28       | 3.          | 8.          | 11,30    | 4.       | 9.       | 11,15   | 7.       |
| Mary Onyali                                                     | 200 m           | 23,06    | 1.       | 9.       | 22,60       | 3.          | 12.         | 22,60    | 5.       | 9.*      | kiesett | kiesett  |
| Beatrice Otundu Faith Idehen Christy Opara-Thompson Mary Onyali | 4 × 100 m váltó | 42,39    | 2.       | 2.       |             |             |             |          |          |          | 42,81   |          |

* - egy másik versenyzővel azonos időt ért el

## Birkózás
Szabadfogású
| Versenyző            | Versenyszám | Csoportkör                                                                                                 | Csoportkör | Helyosztók        | Helyosztók        | Helyosztók        | Bronz- mérkőzés   | Döntő             | Helyezés    |
| Versenyző            | Versenyszám | Csoportkör                                                                                                 | Csoportkör | 9. helyért        | 7. helyért        | 5. helyért        | Bronz- mérkőzés   | Döntő             | Helyezés    |
| Versenyző            | Versenyszám | Ellenfél Eredmény                                                                                          | Hely.      | Ellenfél Eredmény | Ellenfél Eredmény | Ellenfél Eredmény | Ellenfél Eredmény | Ellenfél Eredmény | Helyezés    |
| -------------------- | ----------- | --- | ---------- | ----------------- | ----------------- | ----------------- | ----------------- | ----------------- | ----------- |
| Amos Ojo Adekunle    | 48 kg       | A csoport · Thomas Petryshen (CAN) · 4-7 · Tserenbaataryn Khosbayar (MGL) · 4-19 (kétvállas)               | 8.         | kiesett           | kiesett           | kiesett           | kiesett           | kiesett           | helyezetlen |
| Joe Oziti            | 52 kg       | A csoport · Ri Hakszon (Ri Hak-son) (PRK) · 0-15 · Valentin Jordanov (BUL) · 2-3 (kétvállas)               | 9.         | kiesett           | kiesett           | kiesett           | kiesett           | kiesett           | helyezetlen |
| Tebe Dorgu           | 57 kg       | A csoport · Nagy Béla (HUN) · 1-5 (kétvállas) · Jürgen Scheibe (GER) · 0-5 (kétvállas)                     | 9.         | kiesett           | kiesett           | kiesett           | kiesett           | kiesett           | helyezetlen |
| Ibo Oziti            | 68 kg       | A csoport · Fatih Özbaş (TUR) · 2-4 · Calum McNeil (GBR) · 4-0 · Townsend Saunders (USA) · 0-4 (kétvállas) | 7.         | kiesett           | kiesett           | kiesett           | kiesett           | kiesett           | helyezetlen |
| Enekpedekumoh Okporu | 82 kg       | A csoport · Dvorák László (HUN) · 0-2 · Rahmat Szofiadi (BUL) · 1-4                                        | 8.         | kiesett           | kiesett           | kiesett           | kiesett           | kiesett           | helyezetlen |

## Cselgáncs
Férfi
| Versenyző             | Versenyszám | Selejtező                       | 32-es főtábla                    | Nyolcaddöntő      | Negyeddöntő       | Elődöntő          | Vigaszág első kör | Vigaszág nyolcaddöntő                     | Vigaszág negyeddöntő | Vigaszág elődöntő | Bronz- mérkőzés   | Döntő             | Helyezés |
| Versenyző             | Versenyszám | Ellenfél Eredmény               | Ellenfél Eredmény                | Ellenfél Eredmény | Ellenfél Eredmény | Ellenfél Eredmény | Ellenfél Eredmény | Ellenfél Eredmény                         | Ellenfél Eredmény    | Ellenfél Eredmény | Ellenfél Eredmény | Ellenfél Eredmény | Helyezés |
| --------------------- | ----------- | ------------------------------- | -------------------------------- | ----------------- | ----------------- | ----------------- | ----------------- | ----------------------------------------- | -------------------- | ----------------- | ----------------- | ----------------- | -------- |
| Majemite Omagbaluwaje | Könnyűsúly  | Massimo Sulli (ITA) · 0000-1000 | kiesett                          | kiesett           | kiesett           | kiesett           |                   |                                           |                      |                   |                   |                   | 34.      |
| Suleman Musa          | Váltósúly   | erőnyerő                        | Lars Adolfsson (SWE) · 0000-1000 |                   |                   |                   |                   | Davaasambuugiin Dorjbat (MGL) · 0000-1000 | kiesett              | kiesett           | kiesett           |                   | 13.      |

## Kézilabda

### Női
| Nigériai női kézilabdacsapat-játékoskeret | Nigériai női kézilabdacsapat-játékoskeret |
| --- | --- |
| - Agustina Nkechi Abi - Angela Ajodo - Justina Akpulo - Justina Anyiam - Uzoma Azuka - Barbara Diribe - Bridget Yamala Egwolosan - Eunice Idausa | - Chiaka Lauretta Ihebom - Mary Ihedioha - Mary Nwachukwu - Immaculate Nwaogu - Ngozi Opara - Victoria Umunna - Auta Olivia Sana - Mary Soronadi |

#### Eredmények
Csoportkör
A csoport
| Csapat                  | M | Gy | D | V | G+ | G– | Gk  | P |
| ----------------------- | - | -- | - | - | -- | -- | --- | - |
| Egyesített Csapat (EUN) | 3 | 3  | 0 | 0 | 77 | 56 | +21 | 6 |
| Németország (GER)       | 3 | 2  | 0 | 1 | 86 | 61 | +25 | 4 |
| Egyesült Államok (USA)  | 3 | 1  | 0 | 2 | 55 | 76 | –21 | 2 |
| Nigéria (NGR)           | 3 | 0  | 0 | 3 | 56 | 81 | –25 | 0 |

| 1992. július 30. 10:00 | Németország (GER) | 32–17  | Nigéria (NGR) | Játékvezetők: Oie, Hogsnes (NOR) |
| 1992. július 30. 10:00 | Mühlner 9         | (14–9) | Sana 7        | Játékvezetők: Oie, Hogsnes (NOR) |
| 1992. július 30. 10:00 |                   |        |               | Játékvezetők: Oie, Hogsnes (NOR) |

| 1992. augusztus 1. 10:00 | Nigéria (NGR) | 18–26  | Egyesített Csapat (EUN) | Játékvezetők: Noboru, Fusaji (JPN) |
| 1992. augusztus 1. 10:00 | Sana 8        | (5–15) | Horb, Morszkova 5       | Játékvezetők: Noboru, Fusaji (JPN) |
| 1992. augusztus 1. 10:00 |               |        |                         | Játékvezetők: Noboru, Fusaji (JPN) |

| 1992. augusztus 3. 10:00 | Egyesült Államok (USA) | 23–21  | Nigéria (NGR) | Játékvezetők: Christensen, Jorgensen (DEN) |
| 1992. augusztus 3. 10:00 | Jones 8                | (12–9) | Nkechi Abi 10 | Játékvezetők: Christensen, Jorgensen (DEN) |
| 1992. augusztus 3. 10:00 |                        |        |               | Játékvezetők: Christensen, Jorgensen (DEN) |

A 7. helyért
| 1992. augusztus 7. 9:00 | Spanyolország (ESP) | 26–17  | Nigéria (NGR)        | Játékvezetők: Noboru, Fusaji (JPN) |
| 1992. augusztus 7. 9:00 | Gómez 7             | (14–5) | Nkechi Abi, Anyiam 4 | Játékvezetők: Noboru, Fusaji (JPN) |
| 1992. augusztus 7. 9:00 |                     |        |                      | Játékvezetők: Noboru, Fusaji (JPN) |

| Csapat        | Helyezés |
| ------------- | -------- |
| Nigéria (NGR) | 8.       |

## Ökölvívás
| Versenyző         | Versenyszám     | Selejtező                    | Nyolcaddöntő                        | Negyeddöntő                    | Elődöntő                     | Döntő                       | Helyezés |
| Versenyző         | Versenyszám     | Ellenfél Eredmény            | Ellenfél Eredmény                   | Ellenfél Eredmény              | Ellenfél Eredmény            | Ellenfél Eredmény           | Helyezés |
| ----------------- | --------------- | ---------------------------- | ----------------------------------- | ------------------------------ | ---------------------------- | --------------------------- | -------- |
| Moses Malagu      | Légsúly         | Paul Buttimer (IRL) · 12-8   | Raúl González (CUB) · RSC           | kiesett                        | kiesett                      | kiesett                     | 9.       |
| Mohammed Sabo     | Harmatsúly      | Robert Ciba (POL) · RSC      | Chatree Suwanyod (THA) · 16-7       | Wayne McCullough (IRL) · 13-31 | kiesett                      | kiesett                     | 5.       |
| Moses Odion       | Könnyűsúly      | Petrovics János (HUN) · 18-8 | Oscar De La Hoya (USA) · 4-16       | kiesett                        | kiesett                      | kiesett                     | 9.       |
| Moses James       | Kisváltósúly    | Arlo Chavez (PHI) · 6-12     | kiesett                             | kiesett                        | kiesett                      | kiesett                     | 17.      |
| Tajudeen Sabitu   | Váltósúly       | Vastag Ferenc (ROU) · 0-9    | kiesett                             | kiesett                        | kiesett                      | kiesett                     | 17.      |
| David Defiagbon   | Nagyváltósúly   | Raul Marquez (USA) · 7-8     | kiesett                             | kiesett                        | kiesett                      | kiesett                     | 17.      |
| Jacklord Jacobs   | Félnehézsúly    | erőnyerő                     | Rosztiszlav Zaulicsnij (EUN) · 8-16 | kiesett                        | kiesett                      | kiesett                     | 9.       |
| David Izonritei   | Nehézsúly       | erőnyerő                     | Morteza Shiri (IRI) · RSC           | Kirk Johnson (CAN) · 9-5       | David Tua (NZL) · 12-7       | Félix Savón (CUB) · 1-14    |          |
| Richard Igbineghu | Szupernehézsúly | erőnyerő                     | Liade Alhassan (GHA) · visszalépett | Gytis Juškevičius (LTU) · KO   | Szvilen Ruszinov (BUL) · 9-7 | Roberto Balado (CUB) · 2-13 |          |

RSC - a játékvezető megállította a mérkőzést

## Súlyemelés
| Versenyző            | Versenyszám | Szakítás | Szakítás | Lökés                    | Lökés                    | Összesen | Helyezés |
| Versenyző            | Versenyszám | Eredmény | Helyezés | Eredmény                 | Helyezés                 | Összesen | Helyezés |
| -------------------- | ----------- | -------- | -------- | ------------------------ | ------------------------ | -------- | -------- |
| Gilbert Ojadi Aduche | +110 kg     | 180,0    | 4.       | érvényes kísérlet nélkül | érvényes kísérlet nélkül | kiesett  | kiesett  |

## Úszás
Férfi
| Versenyző   | Versenyszám    | Előfutam | Előfutam | Előfutam | Döntő   | Döntő   | Döntő   | Helyezés |
| Versenyző   | Versenyszám    | Idő      | Hely.    | Össz.    | Típus   | Idő     | Hely.   | Helyezés |
| ----------- | -------------- | -------- | -------- | -------- | ------- | ------- | ------- | -------- |
| Musa Bakare | 50 m gyors     | 24,13    | 6.       | 41.*     | kiesett | kiesett | kiesett | kiesett  |
| Musa Bakare | 100 m pillangó | 58,36    | 5.       | 52.      | kiesett | kiesett | kiesett | kiesett  |

Női
| Versenyző        | Versenyszám | Előfutam | Előfutam | Előfutam | Döntő   | Döntő   | Döntő   | Helyezés |
| Versenyző        | Versenyszám | Idő      | Hely.    | Össz.    | Típus   | Idő     | Hely.   | Helyezés |
| ---------------- | ----------- | -------- | -------- | -------- | ------- | ------- | ------- | -------- |
| Joshua Ikhaghomi | 50 m gyors  | 27,53    | 7.       | 39.      | kiesett | kiesett | kiesett | kiesett  |
| Joshua Ikhaghomi | 100 m gyors | 1:00,72  | 3.       | 42.      | kiesett | kiesett | kiesett | kiesett  |